# Дингельштедт, Николай Александрович
Николай Александрович Дингельштедт (1843, Российская империя — 1898, Санкт-Петербург) — российский писатель, этнограф; действительный статский советник, инспектор сельскохозяйственной части при Министерстве земледелия и государственных имуществ. Автор работ по вопросам сельского хозяйства и истории религий.

## Биография
Окончил курс 2-го военного Константиновского училища и в течение ряда лет состоял на военной службе.
Позднее перешёл на службу по судебному ведомству, а в дальнейшем был инспектором сельскохозяйственной части при Министерстве земледелия и государственных имуществ Российской империи.
В 1870-х годах в течение достаточно долгого времени наблюдал жизнь закавказских сектантов («прыгунов»), живя с ними бок о бок, изучал их обычаи, предания и поверья, религиозные взгляды, духовный и материальный мир, внутреннее устройство общин.
Опубликовал ряд статей по различным сельскохозяйственным вопросам в ведущих российских журналах «Отечественные записки», «Вестник Европы», «Исторический вестник» и других.